# 3時にあいましょう
『3時にあいましょう』（さんじにあいましょう）は、1973年7月2日から1992年10月2日まで、TBS系列で平日15時台に生放送されたワイドショー番組である。

## 概要
1968年にスタートしたフジテレビ系列『3時のあなた』に対抗して、その裏番組として開始した。
当初は、船越英二と野際陽子が司会者であり、内容も生活情報が中心だったが、1975年春 から、NHKを退職したばかりの野村泰治がTBSとの局契約=嘱託社員アナウンサーとして4代目司会者になってからは、鬼沢慶一、みといせいこ、桂菊丸、竹下典子ら個性の強いリポーター陣を配し、スピード感のある凶悪事件・スキャンダル中心の芸能情報中心の内容に路線転換し、長年にわたり『3時のあなた』とともに熾烈なスクープ合戦を行った。
1989年以降のオウム真理教事件で教祖の麻原彰晃・坂本堤弁護士などを取材。オウム真理教の幹部がTBS千代田分室（科学技術館）に乱入し、坂本弁護士のビデオテープを見せるよう要求した。のちに坂本弁護士一家殺害事件へと発展した。1996年3月にTBSビデオ問題が発覚。1989年10月当時、総合プロデューサーだった多良寛則は懲戒解雇となった。
開始して3か月間は15:00 - 16:00と丁度1時間だったが、1973年10月1日から15:55 - 16:00に番宣番組『テレビガイド』を設置したため5分縮小し15:00 - 15:55の放送になる。その後、1975年1月から『テレビガイド』中断で再び1時間に戻るが、3か月後の4月から『テレビガイド』再設置で再び5分縮小された。
番組前半は花王（1992年3月30日まで）が筆頭となりそれを含む複数社提供となっていた。花王以外はネットスポンサーになっていた地域（TBS・毎日放送などの大都市圏）とローカルスポンサーになっていた地域（青森テレビ・北陸放送など）で分かれていた。番組後半はローカルスポンサーをはじめとしたローカルセールス扱いとなっていた。

## 『スーパーワイド』にリニューアル
1992年4月、司会が蓮舫と岡田泰典（当時TBSアナウンサー）に交代し、タイトルロゴとテーマ曲も一新して若返りを図るが、10月2日を以って19年3か月の歴史に幕を下ろし、開始時間を14:00からに前倒しした『スーパーワイド』にリニューアルされた。

## その他のエピソード
制作局のTBSでは、1978年4月 から1979年9月まで『11時にあいましょう』（当時TBSのアナウンサーだった久米宏の妻でスタイリストの久米麗子が司会を務めた生活情報番組）、1979年10月から1982年3月まで『11時に歌いましょう』（当時銀座三越内に開設していたスタジオ「GINZAテレサ」からの公開生放送によるチェリッシュの松崎好孝・悦子夫妻司会の音楽番組）を関東ローカルで11:00 - 11:40に放送していた。この放送を引き継いだうえで、一部の系列でも同時ネットを実施していた生放送番組が『街かどテレビ11:00』である。『街かどテレビ11:00」に出演していた大木凡人は、後継番組の『スーパーワイド』で『本日発!先読み編集局』のコーナーを担当していた。
ピーコが出演し、服やかばんのファッションを見る「辛口ピーコのファッションチェック」という人気コーナーがあった。これは元々ピーコが出演していたフジテレビの朝のワイドショーで皇室一家や芸能人の装いを見てコメントをしていたのを発展させたものである。後番組『スーパーワイド』に続き、TBSの午後ワイドショーの休止後、フジテレビ『ビッグトゥディ』→『2時のホント』に移行され、これら番組の終了後、『ジャスト』でTBSに復帰。
一人の芸能人の一週間の行動を尾行する「尾行大作戦」というコーナーがあった。
真理占星学神煕玲が占いのコーナーを持っていた。
番組のラスト近くで報道局からのニュースコーナーがあった。また、ルネ・ヴァン・ダール・ワタナベ（占星術師） による占いのコーナーもラスト近辺にあった。岡部達・城戸真亜子が司会の時代、金曜日のエンディング前には「今週の一曲」として主に演歌を放送していた時期があった。
一部のテレビ雑誌・新聞で、番組欄の掲載文字に制限があったため（特に地方局でハーフサイズ以下で載せる場合に）、「3時にあい」「3時にあおう」「3時にあいましょ」と略されたことがあった。
番組最末期の制作協力はTBSビジョン（TBS-Ⅴ、旧称TBS映画社、現在のTBSスパークル）・泉放送制作・LADAK（森本毅郎が代表のテレビ制作会社）・千代田ビデオの4社。この4社は後継番組『スーパーワイド』でも制作協力に加わっていたが、スタジオを科学技術館からTBSに変わった1994年4月1日分で千代田ビデオは離脱した。番組開始初期はテレビ朝日『ニュースステーション』などを制作協力していたオフィス・トゥー・ワンが加わっていた。
大半の番組スタッフは、過去放送されていた『スーパーワイド』『素敵なあなた』『わいわいティータイム』『情報!もぎたてサラダ』『ジャスト』『みのもんたの朝ズバッ!』『あさチャン!』『情熱ワイド!ブロードキャスター』、現在放送されている『THE TIME,』『ラヴィット!』『ひるおび』『情報7daysニュースキャスター』などに移っている。
本番組のオープニングタイトル（提供クレジットの直前）およびCMの直前には、テレビ画面の右下に白丸を表示させていた。これはいわゆる「ネットキュー（信号）」がまだ完全に機能していなかった時代および、ネット受け全局がネットキューを受けられる体制になかった時代の各局へ対する「合図」の役割を果たしていたものである。この白丸表示は『朝のホットライン』『THE WAVE』『ビッグモーニング』『新伍のお待ちどおさま』『JNNニュースコープ』など他の生番組でも2000年代まで使われていた（一部のニュース番組は「＊」マークを出していた）。その一方で『モーニングEye』『関口宏のサンデーモーニング』『アッコにおまかせ!』などでは使用されなかった。
番組開始当初からアバンタイトルの方式を使い、3時の時報とともに最初の話題の映像資料VTR（途中でスタジオパートが入る）を流してから その後女性コーラス（後期は男女混声。最末期はMALTA「HAVE A NICE DAY」）が「ル・ル・ル〜、3時に〜あ〜いましょう〜」と歌うタイトルコールとタイトル字幕の大写しを入れて→提供クレジット→スタジオ進行部分（日によってはVTR→スタジオ進行部分→タイトル→提供クレジットと入れ替えることもあった）という流れだった。なお花王が「花王石鹸」から社名を変更した初期の頃の冒頭は一社協賛番組共通のクレジットを使っていた。但し、昭和天皇の病状が悪化した1988年9月20日以降、しばらくの期間は、3時の時報が流れた直後にアバンタイトル無しで、歌うタイトルコールが流れた。
1992年4月6日の蓮舫・岡田泰典（当時TBSアナウンサー）が司会になった以降、番組テーマ曲はMIEKO『あなたのままで』が使われていた。同曲をアレンジしたCM前のBGMは『スーパーワイド』でも放送終了の1996年5月31日まで使われていた。
訃報を除き芸能人に関してのテロップは敬称を使わずに放送していた（2023年現在の『ゴゴスマ -GO GO!Smile!-』（CBCテレビ制作）『THE TIME,』『ラヴィット!』『ひるおび』『Nスタ』『サンデー・ジャポン』『アッコにおまかせ!』なども同様）。
この番組はTBS本社のスタジオからの放送ではない（詳細後述）ため、テロップは予め用意できているものを除き、基本的に手書き文字によるものであった（後番組『スーパーワイド』も同じ）。
映像協力に関わっていたJNN系列は、初期の『スーパーワイド』を含めて、略称（例：協力・MBS）ではなく、正式名称（例：協力・毎日放送）とテロップを出していた。この番組以外の「ビッグモーニング』『モーニングEye』などでは、JNN系列に関しては略称を使っていた。
1989年夏頃、当時ブームだった「イカ天バンド」「ホコ天バンド」について特集を放送。『三宅裕司のいかすバンド天国』を密着取材していた。ナレーションは取材した鳥井守幸が兼務していた。司会の岡部達・城戸真亜子・コメンテーターの小中陽太郎・鳥井守幸が「イカ天ブーム」を絶賛している内容だった。当番組は芸能人を敬称略のテロップで出しているが、司会の三宅裕司に関しては「三宅裕司さん」と出していた。子供のいる主婦や年配層向けの番組だったが、若者向けの音楽特集を放送したのは当時の情報番組では異例である。
1989年8月4日放送分は、天皇・皇后（現在：上皇明仁・上皇后美智子）の「即位後初の記者会見」に関するJNN報道特別番組放送のため、15:40までの短縮放送となった。
司会が蓮舫・岡田に交代されてからはスタッフロールが流れるようになった。
1981年2月18日に放送された『噂の刑事トミーとマツ』の第60回目「ナヌ！ドラマの犯人が本物だァ?」では、劇中に本番組が登場している。

## 出演者

### 司会者
| 期間                   | 司会者     | 司会者    | 司会者       | 司会者       | 司会者 |
| ---------------------- | ---------- | --------- | ------------ | ------------ | ------ |
| 1973年7月 - 1973年12月 | 船越英二   | 野際陽子1 | 野際陽子1    | 毒蝮三太夫   |        |
| 1974年1月 - 1974年3月  | 船越英二   | 天地総子  | 天地総子     | 毒蝮三太夫   |        |
| 1974年4月 - 1974年9月  | 伊丹十三   | 竹下典子  | 竹下典子     | 毒蝮三太夫   |        |
| 1974年10月 - 1975年3月 | 五十嵐喜芳 | 竹下典子  | 竹下典子     | 毒蝮三太夫   |        |
| 1975年4月 - 1978年9月  | 野村泰治2  | 野村泰治2 | 遠藤泰子2    | 遠藤泰子2    |        |
| 1978年10月 - 1985年9月 | 野村泰治2  | 野村泰治2 | 三雲孝江2    | 三雲孝江2    |        |
| 1985年10月 - 1988年3月 | 野村泰治2  | 野村泰治2 | 野口雅子2    | 野口雅子2    |        |
| 1988年4月 - 1992年3月  | 岡部達2    | 岡部達2   | 城戸真亜子   | 城戸真亜子   |        |
| 1992年4月 - 1992年9月  | 蓮舫3      | 蓮舫3     | 岡田泰典2・3 | 岡田泰典2・3 |        |

- 1 産休のため途中降板。
- 2 出演当時TBSアナウンサー（野村は局契約、岡部は社会情報部記者）
- 3 次番組の『スーパーワイド』も続投。

### レギュラー
- 鬼沢慶一（芸能リポーター、当番組の芸能デスクを兼任）
- 天地総子（開始初期のみ、コーナー担当として金曜放送分のみ出演→1974年1月より野際の後任の女性司会者として平日に出演）
- 和田アキ子（開始初期のみ、コーナー担当として金曜放送分のみ出演）
- 竹下典子（1974年4月より3代目の女性司会者としてレギュラー入り。1975年の番組リニューアルに伴い、1年で司会陣からは降板したが、その後も番組末期まで主に皇室リポーターとして『スーパーワイド』も含めて継続出演）
- 井上加寿子（事件リポーター）
- 桂菊丸（事件リポーター）
- みといせいこ（芸能リポーター、1992年8月『モーニングEye』へ移籍）
- ピーコ（金曜日の1コーナー「辛口ピーコのファッションチェック」を担当）
- 岩居由希子
- 浦口直樹（TBSアナウンサー）
- 宮内恒雄（リポーター、「尾行大作戦」担当）
- 多岐川まり子（リポーター）
- 石丸純子（リポーター、TBSビデオ問題の時期にオウム真理教を取材）
- 石橋正治（リポーター）
- 山崎寛代（『スーパーワイド』も継続出演）
- あべかすみ（『スーパーワイド』も継続出演）
- 本田信一郎（『スーパーワイド』も継続出演）
- 竹下良則（ナレーション、『スーパーワイド』も継続出演）
- えもりえりこ（同上）
- 小高三良（木曜特集コーナーのナレーション、『モーニングEye』のナレーションと兼務）
- 中山大三郎（以下は1988年4月以降のコメンテーター、作詞家、作曲家。『スーパーワイド』も継続出演）
- 小中陽太郎（コメンテーター、作家）
- 宮尾すすむ（コメンテーター、タレント）
- 伊藤強（コメンテーター）
- 山崎哲（コメンテーター、劇作家。『スーパーワイド』も継続出演）
- 亀和田武（コメンテーター、作家、コラムニスト。1992年10月5日から『スーパーワイド』の司会者）
- 大澤孝征（コメンテーター、弁護士。『スーパーワイド』も継続出演）
- 桂三木助 （コメンテーター、落語家）
- 夏木ゆたか （コーナーリポーター）

ほか

### ニュースコーナー担当
- 今村稔
- 五味睦仁
- 近藤美矩
- 松永邦久
- 土屋統督
- 青木靖雄
- 奈良陽
- 有村かおり

など昼の『JNNニュース』を兼務していたアナウンサー（報道局アナウンサー）が多かった。

## タイトルロゴ
- 1973年7月 - 1988年3月：初代
- 1988年4月 - 1992年3月：2代目 （一部にメガネをデザイン）
- 1992年4月 - 1992年9月：3代目 （左上に時計をデザイン）

## 番組テーマ曲
- 1973年7月 - 1988年：「午後のささやき」作詞：阿久悠、作曲：都倉俊一
  - 番組初期には中村洋子（現在は滝本洋子）による歌唱バージョン（番組名を含まない歌詞）も使われていた。
  - オープニングは女性コーラスあり、エンディングはコーラスの無いスローテンポ（初期はCM前に使用）。オープニングは元々30秒ほどある楽曲だが、1980年代は最後のタイトルを歌う部分（前述）しか流れていなかった。
- 1988年4月 - 1991年3月：1世代前のアレンジ版。オープニングはジャズ風アップテンポと、悔やみ時のスローテンポの2種類存在した。共に男性コーラス。
- 1991年4月 - 1992年3月：MALTA「HAVE A NICE DAY」
- 1992年4月 - 1992年9月：MIEKO「あなたのままで」（エンディングテーマ曲）。この曲の一部分は後継番組のスーパーワイドのCM前ジングルにも使われていた。

## 歴代スタジオセット
TBSのスタジオではなく千代田区北の丸公園の科学技術館内にある千代田ビデオのスタジオから生放送されていた。（『料理天国』の収録もここで行われていた。なお千代田ビデオの関連会社である千代田企画が制作を担当していたフジテレビの一部番組も同所を使用して番組収録を行っていた）。
『スーパーワイド』初期も1994年3月まで同所から生放送されていた（ニュースのコーナーのみ1992年10月2日まではTBS局内の報道局から）。1994年4月から最終回まではTBS本社（テレビ局舎のCスタジオ→放送センター稼働後の1994年10月からは放送センターDスタジオ）から生放送されていた。
1979年12月に第二制作局が発足し本番組の制作も同部署へ移管したが、その際に科学技術館内に「千代田分室」が設置され、第二制作局が社会情報局に名を変えた後も1994年10月の放送センター稼働に伴う集約で閉鎖（TBSでは同時期に日比谷シャンテと日本気象協会にあったスタジオも同じ理由で閉鎖している）されるまで拠点の一つとして利用された。
1988年4月 - 1991年3月
- 1991年3月まで机だけ一部改良となった。

1991年4月 - 1992年9月
- モニターだけ流用。上に「ON AIR NOW」、下に「LET'S GET TOGETHER AT 3.」「TOKYO BROADCASTING SYSTEM」「JAPAN NEWS NETWORK」が書かれていた。
- TBSのロゴ変更に伴い、1991年9月30日からセットを改装した（他の報道・情報番組も同様）。

## ネット局

### ネット局一覧
新局開局に伴う開始は●を付加した。
| 放送対象地域          | 放送局                    | 備考                                                                                               |
| --------------------- | ------------------------- | -------------------------------------------------------------------------------------------------- |
| 関東広域圏            | 東京放送（TBS）           | 制作局 現：TBSテレビ                                                                               |
| 北海道                | 北海道放送（HBC）         | 初回から放送                                                                                       |
| 青森県                | 青森テレビ（ATV）         | 1975年3月31日から                                                                                  |
| 岩手県                | 岩手放送（IBC）           | 現：IBC岩手放送 1991年4月1日から                                                                   |
| 宮城県                | 東北放送（TBC）           | 1975年3月31日から                                                                                  |
| 山形県                | テレビユー山形（TUY）     | ●1989年9月25日（サービス放送期間内）から                                                           |
| 福島県                | テレビユー福島（TUF）     | ●1983年12月5日から                                                                                 |
| 山梨県                | テレビ山梨（UTY）         | 初回から放送                                                                                       |
| 長野県                | 信越放送（SBC）           | 1980年10月1日から                                                                                  |
| 新潟県                | 新潟放送（BSN）           | 1976年4月1日から                                                                                   |
| 静岡県                | 静岡放送（SBS）           | 1978年10月2日から                                                                                  |
| 富山県                | チューリップテレビ（TUT） | ●1990年10月1日から                                                                                 |
| 石川県                | 北陸放送（MRO）           | 1991年10月1日から                                                                                  |
| 中京広域圏            | 中部日本放送（CBC）       | 現：CBCテレビ 初回から放送                                                                         |
| 近畿広域圏            | 朝日放送（ABC）           | 現：朝日放送テレビ 初回から1975年3月28日まで                                                       |
| 近畿広域圏            | 毎日放送（MBS）           | 1975年4月7日から 腸捻転解消に伴い移行                                                              |
| 岡山県 →岡山県 香川県 | 山陽放送（RSK）           | 現：RSK山陽放送 1976年4月5日から 1983年3月までの免許エリアは岡山県のみ 1983年4月から香川県でも放送 |
| 広島県                | 中国放送（RCC）           | 1975年3月31日から                                                                                  |
| 愛媛県                | あいテレビ（ITV）         | ●サービス放送開始の1992年9月21日から 本放送開始後の10月2日まで放送                                 |
| 高知県                | テレビ高知（KUTV）        | 1978年4月3日から                                                                                   |
| 福岡県                | RKB毎日放送（RKB）        | 初回から放送                                                                                       |
| 長崎県                | 長崎放送（NBC）           | 1988年10月3日から                                                                                  |
| 熊本県                | 熊本放送（RKK）           | 1986年3月31日から                                                                                  |
| 大分県                | 大分放送（OBS）           | 1975年3月31日から                                                                                  |
| 鹿児島県              | 南日本放送（MBC）         | 1982年10月1日から                                                                                  |
| 沖縄県                | 琉球放送（RBC）           | 1987年3月30日から                                                                                  |

### ネット局に関する備考
- 近畿広域圏では、1974年以前の朝日放送における夏季開催の全国高校野球選手権大会中継及び、1975年以降の毎日放送における春季開催の選抜高等学校野球大会中継を放送する時は、ほぼ大会全期間に亘って休止された。但し、毎日放送移行直後まで開催の有無にかかわらずの休止（雨天中止時は再放送番組で埋め合わせ）だった。
- 山陰放送ではドラマの再放送枠であった。これは直前の14時台がテレビ朝日系列平日昼の情報番組枠の生放送（のディレイネット）であったため、同種の番組が連続するのを避けたとも考えられる。[独自研究?]同局では後継の『スーパーワイド』で1993年10月4日から[21] 当枠のネットが実現した。
- 信越放送、静岡放送、北陸放送、南日本放送はテレビ朝日系列新局開局による移行である。また長崎放送、熊本放送はテレビ朝日系列平日昼の情報番組枠の時間枠変更（15:00→14:00）による移行である。
- テレビ山口はフジテレビ制作の『3時のあなた』『タイム3』を放送していたため、一度も放送されなかった。
- 蓮舫・岡田が司会をしていた1992年当時の番組テレホンカードにはJNN24局ネットと書かれていた（現在のJNN28局で放送されていなかったのは山陰放送・テレビ山口・あいテレビ・宮崎放送の4局）。
- 1989年1月8日（日）の昭和天皇崩御特別番組では当番組の司会をしていた岡部・城戸が午後の番組に出演していた。放送当時、本番組を放送していなかった岩手放送・北陸放送・山陰放送・テレビ山口・宮崎放送でもこの内容を放送していた。